# Дворец Люцерна
Дворец Люцерна (чеш. Palác Lucerna) — концертный зал и торговый центр, расположенный на Вацлавской площади в историческом районе Нове-Место города Прага. Охраняется как памятник культуры с 1958 года и как национальный памятник культуры с 2017 года.

## История
Проект здания был разработан между 1907 и 1921 годами инженерами Станиславом Бехине (чеш. Stanislav Bechyně), Йозефом Чамским (чеш. Josef Čamsky) и Вацлавом Гавелом. Построил здание инженер Вацлав Гавел.
Здание является одним из первых железобетонных зданий Праги, да ещё и с оригинальным остеклённым перекрытием пассажа. Стиль здания сочетает черты уходящего позднего сецессиона и зарождающегося модернизма. Автор фасада с улицы Водичковой доподлинно неизвестен. Вероятно, это Освальд Поливка (чеш. Osvald Polívka), который уже проектировал фасады многоквартирных домов для Вацлава Гавела.
В 1989 году дворец в процессе реституции был возвращён Ивану Гавелу.

## Описание комплекса
Дворец является важным культурным объектом города. Здесь проводятся концерты, спортивные мероприятия, конференции, показы мод, премьеры кинофильмов, мастер-классы. Через дворец проходит торговый пассаж.
На перекрёстке пассажа, перед входом в кинотеатр расположена провокационная статуя  Давида Черни «Лошадь», изображающая Святого Вацлава. Скульптура установлена с согласия нынешней владелицы дворца Дагмар Гавловой (чеш. Dagmar Havlová). По договору с Давидом Черни, скульптура будет тут находиться до восстановления конституционной монархии на землях Чешской короны.
Во дворце функционирует лифт непрерывного действия.

## Фотогалерея

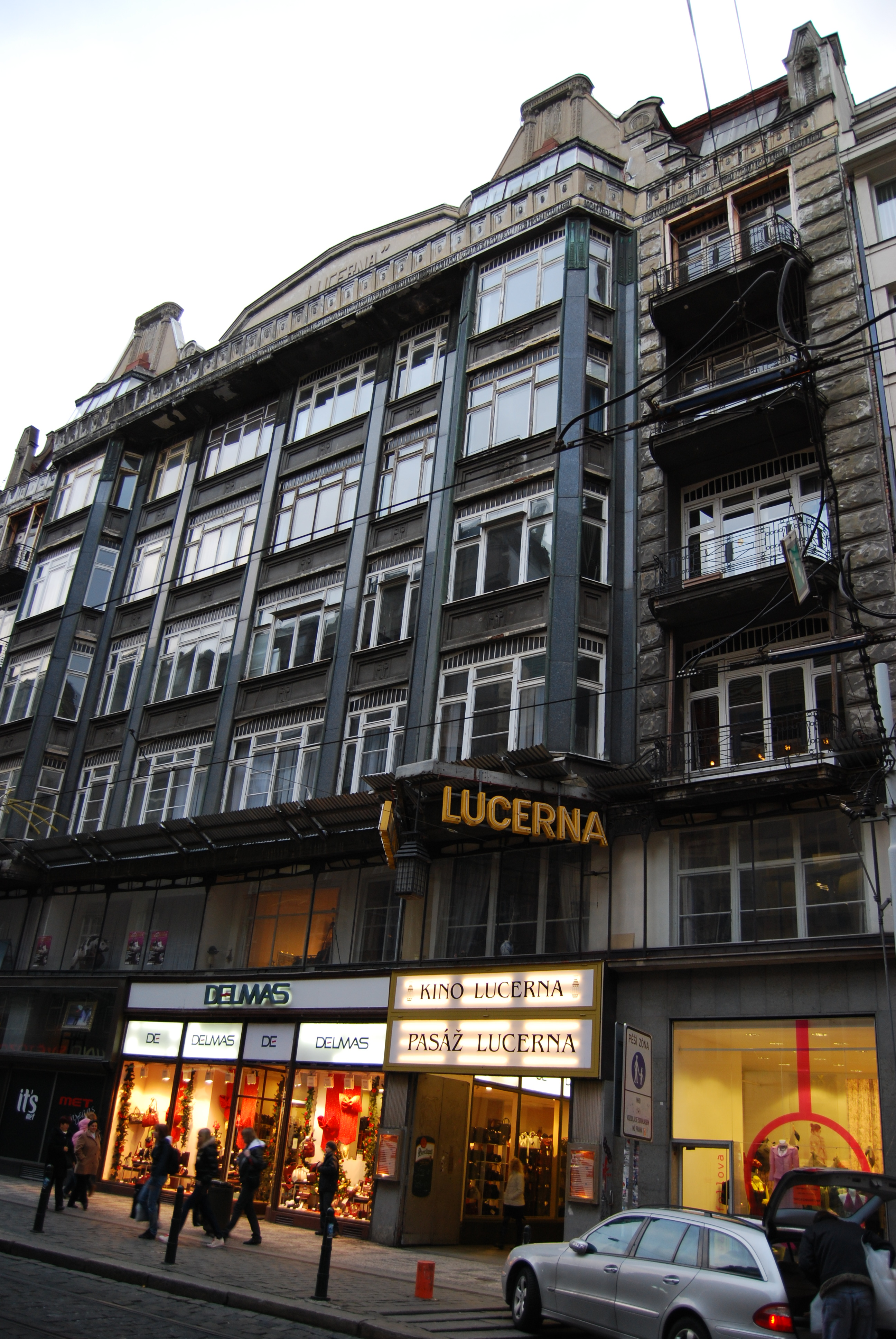
Вид с Водичковой улицы
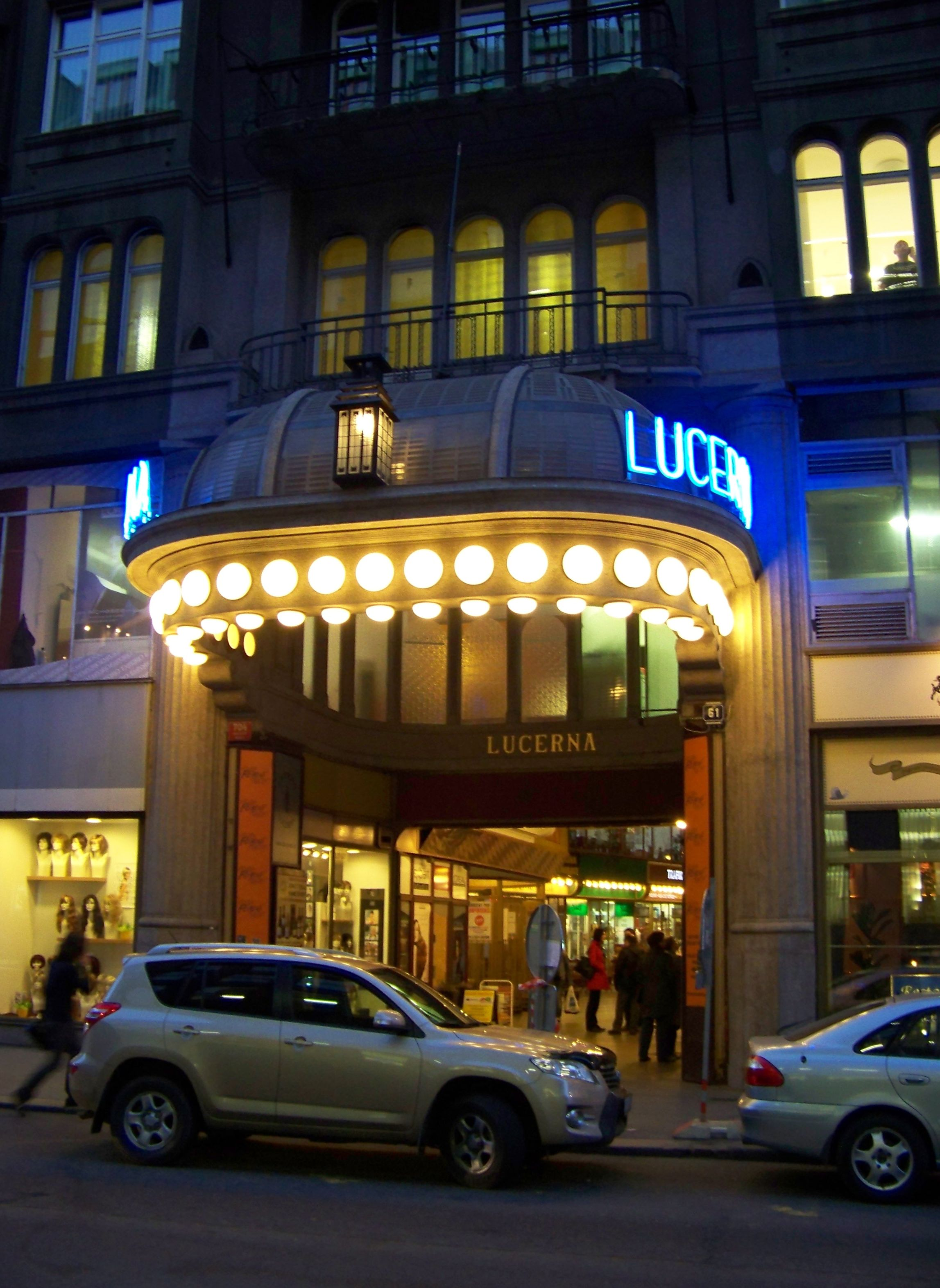
Вход в пассаж со Штепанской улицы
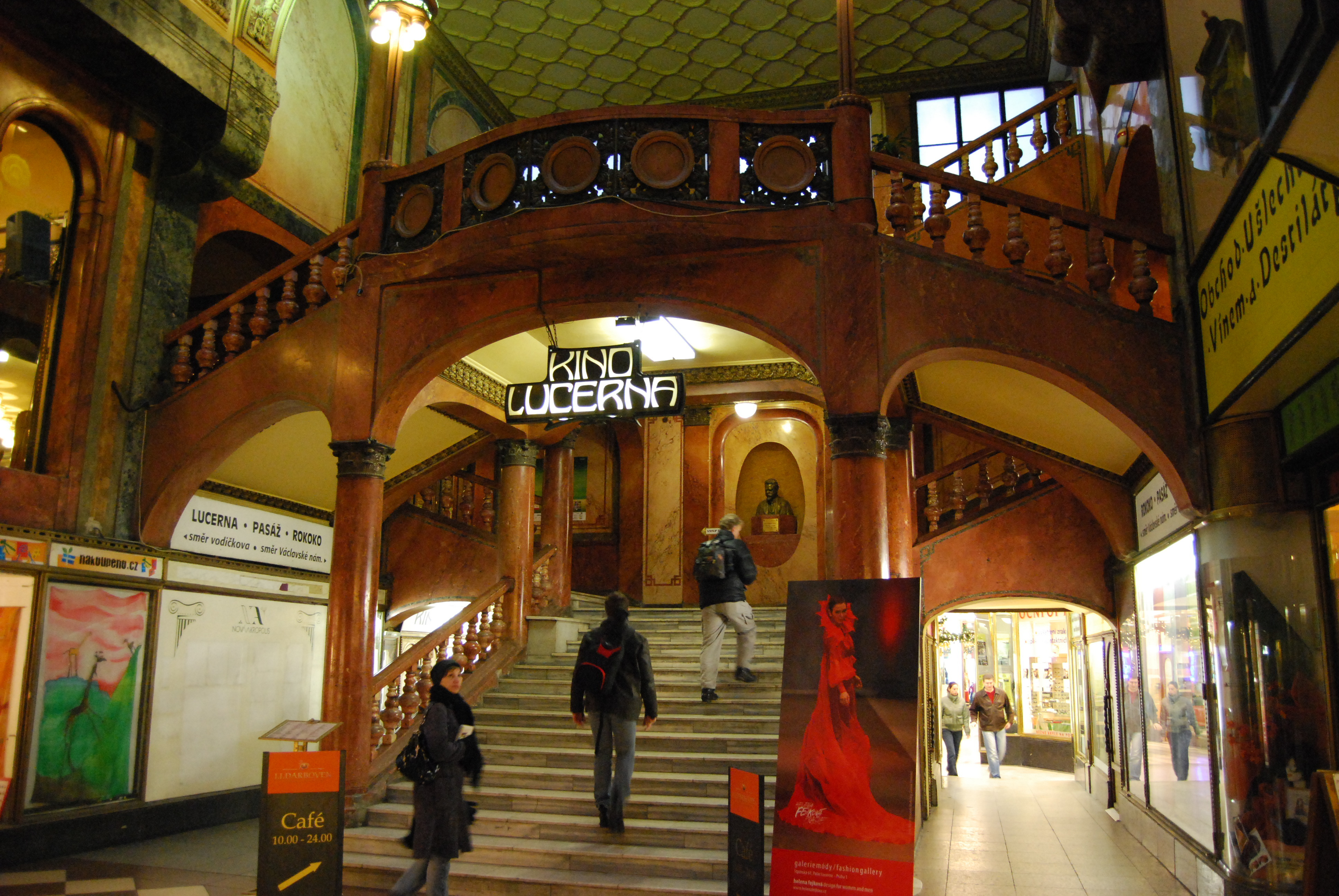
Вход в кинотеатр
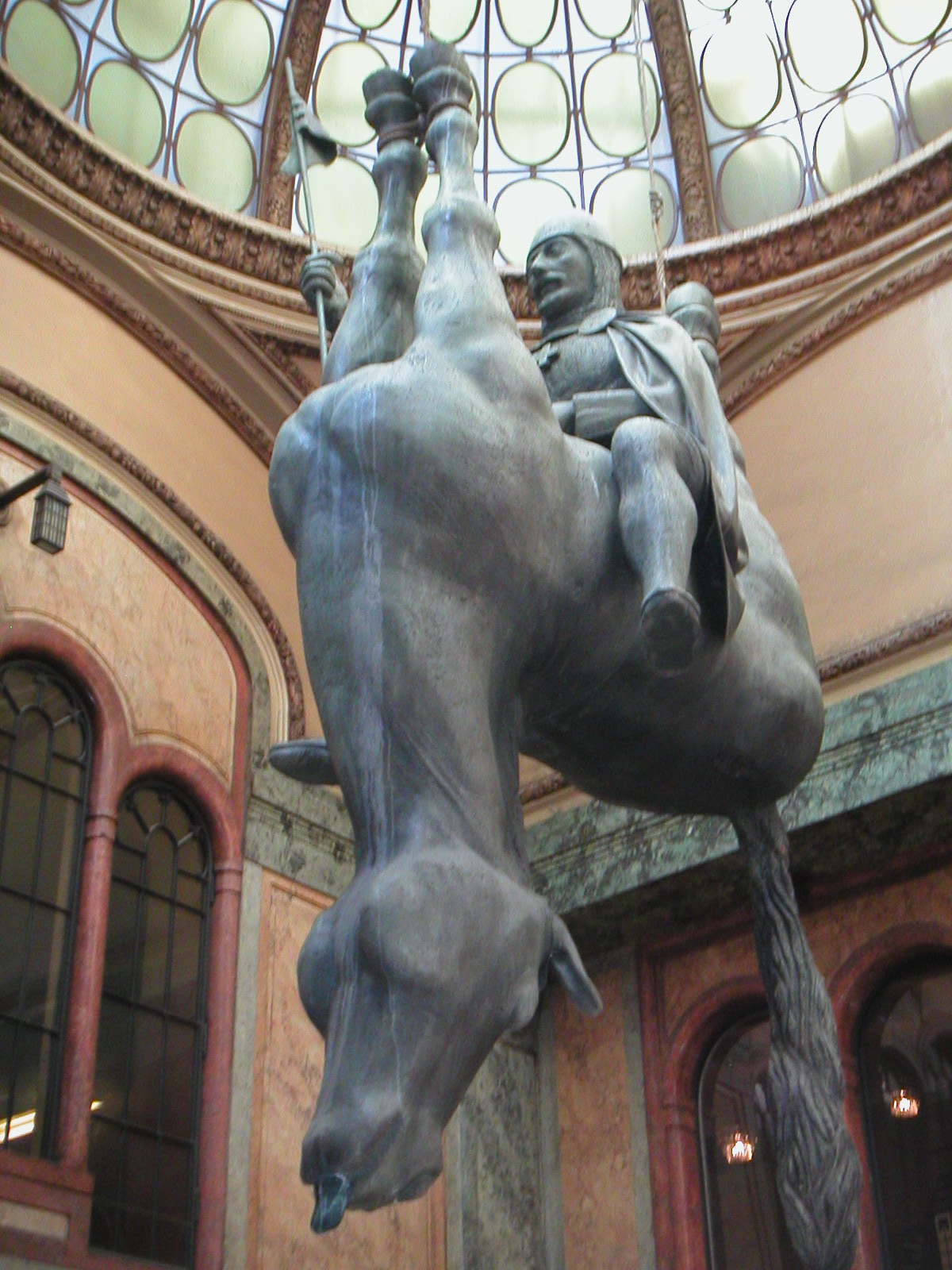
Статуя «Лошадь» работы Давида Черни
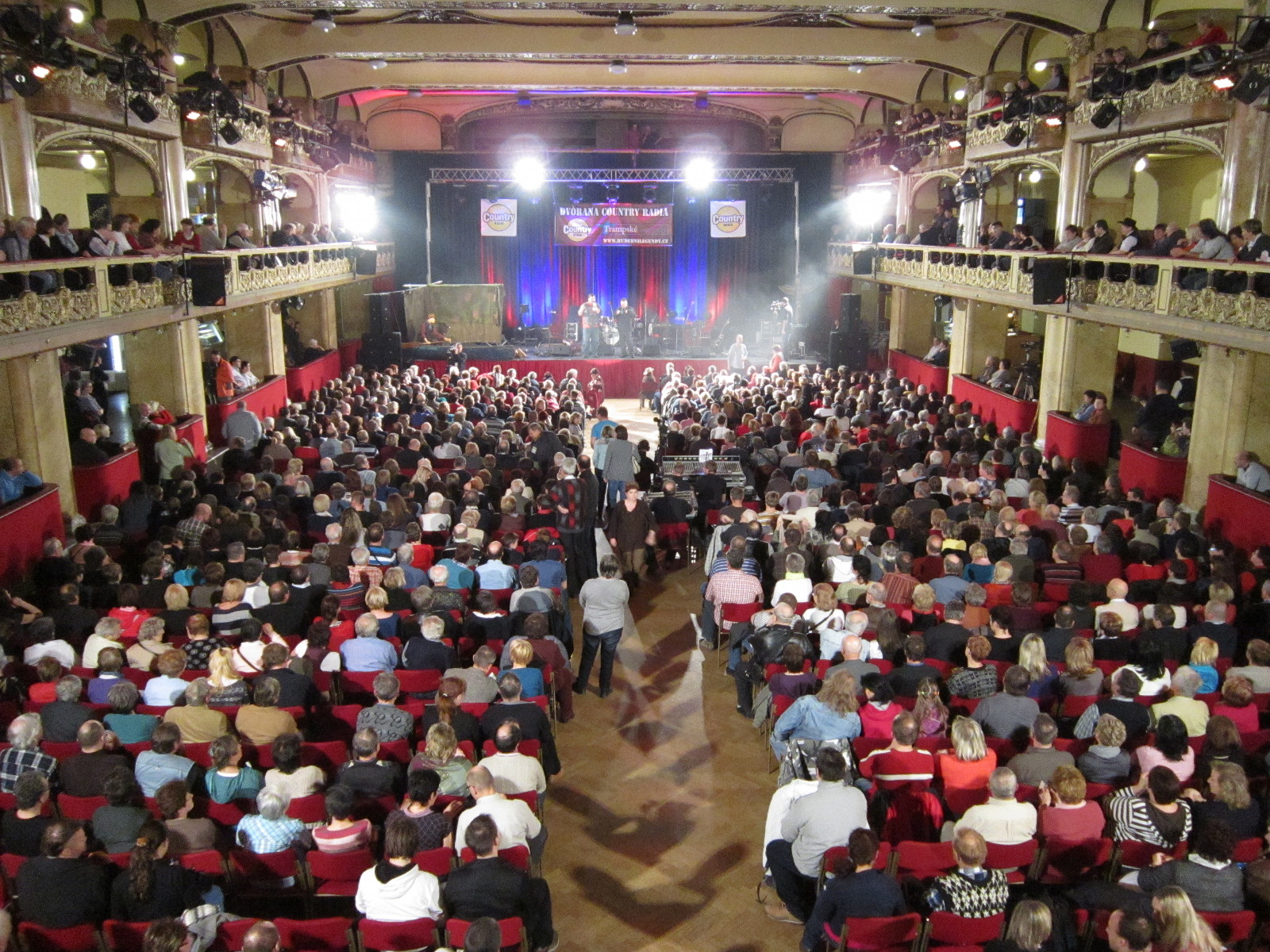
Большой зал
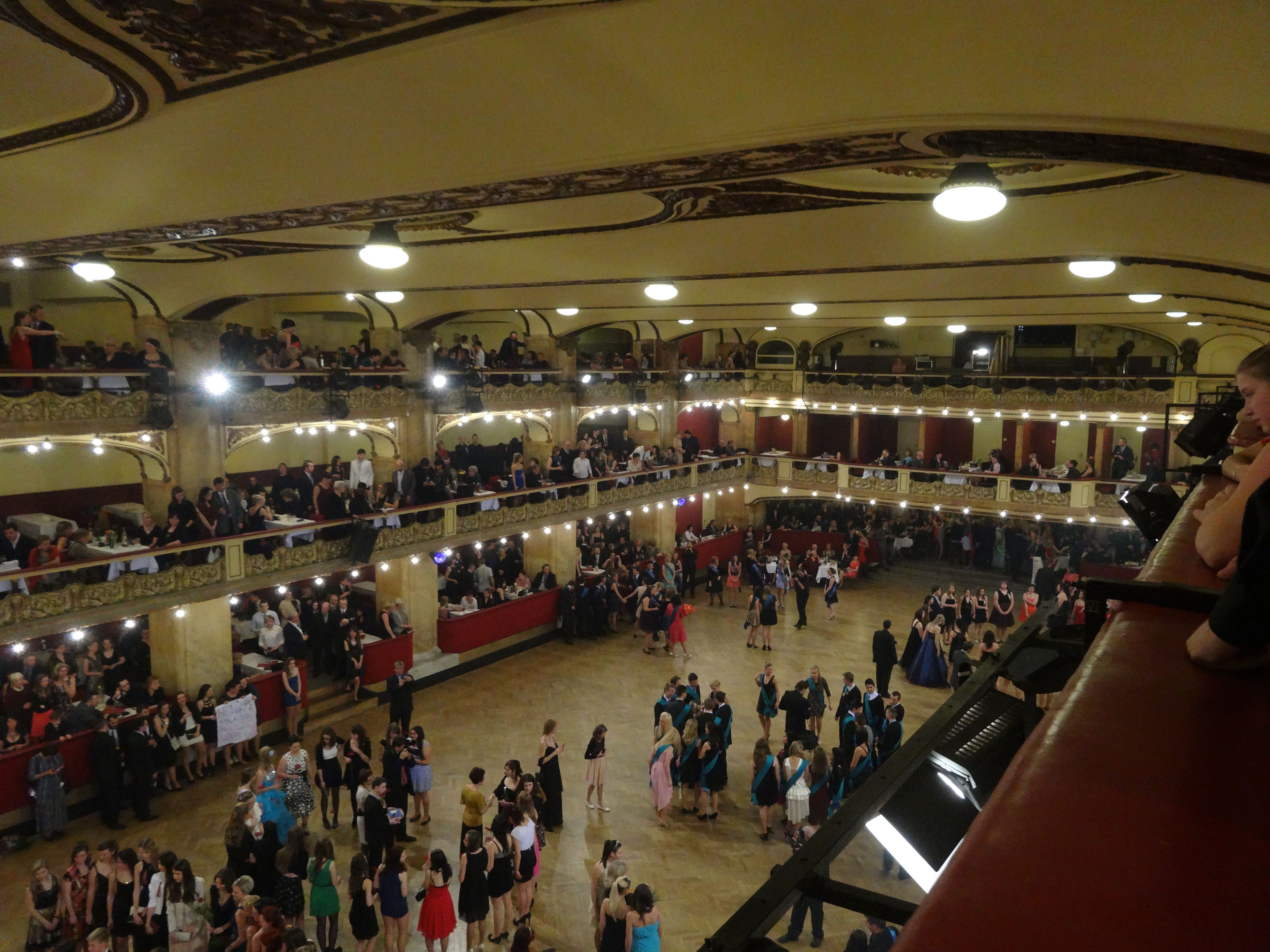
Выпускной вечер в 2014 году
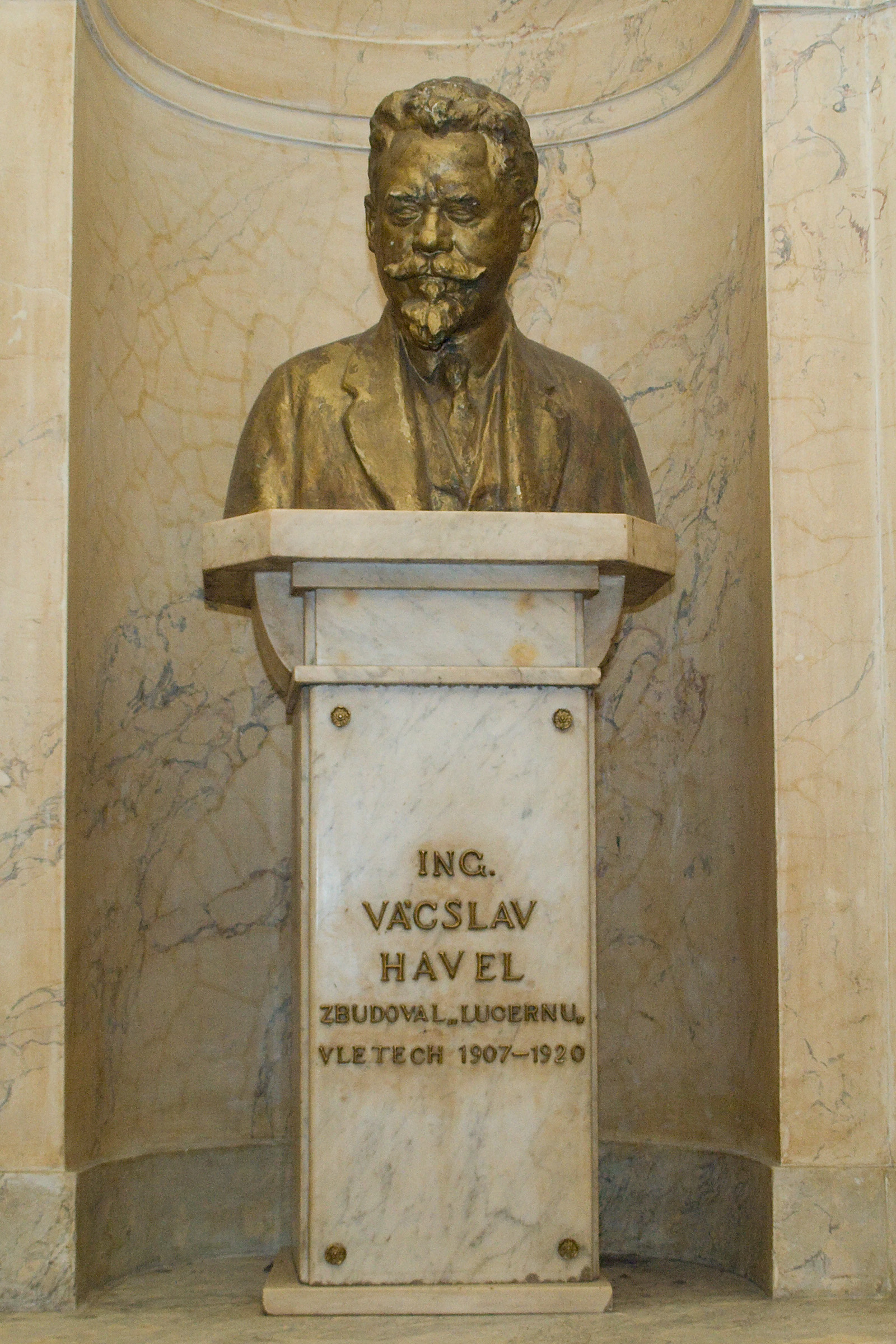
Бюст основателя дворца Вацлава Гавела работы  Яна Штурсы
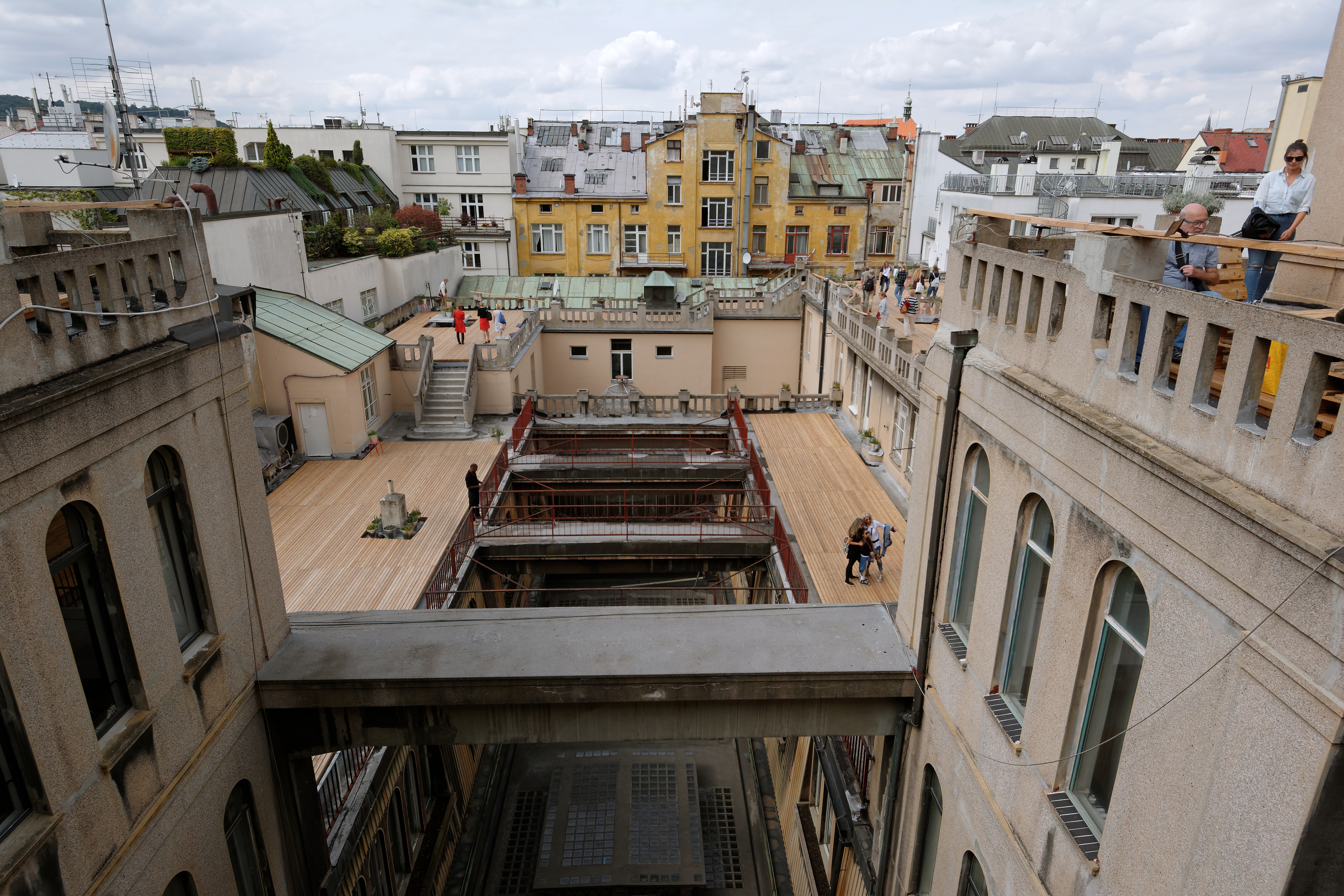
Крыша дворца